# Edward Bransfield
Edward Bransfield (Ballinacurra, condado de Cork, Irlanda, 1785 - Brighton, 1852) fue un capitán de la Marina Real Británica y está considerado como el codescubridor de la Antártida en 1820.

## Primeros años
Edward Bransfield nació en Ballinacurra, condado de Cork (Irlanda), en 1785. Se sabe muy poco sobre sus primeros años, ni siquiera sobre como era su aspecto. En 1803, cuando solo tenía dieciocho años, fue enrolado a la fuerza en la Royal Navy, el principal método de reclutamiento en esa época en la marina real británica.
Comenzó como un simple marinero a bordo del navío de línea de 1.ª categoría (110 cañones) Ville de París y fue calificado como marinero preferente (able seaman) en 1805. Fue asignado en 1806 a la también nave de 1.ª categoría Royal Sovereign (que había tomado parte en la batalla de Trafalgar en 1805) como marinero preferente, y después como 2.º maestro (master's mate) en 1808, guardiamarina (midshipman) en 1808, capitán escribano (encargado de llevar informes, correspondencia y cuentas) en 1809 y de nuevo guardiamarina en 1811. Hacia 1812 había alcanzado el grado de segundo capitán (second master), y en el mismo año fue nombrado capitán (master) de la Goldfinch (un bergantín de la clase Cherokee, con 10 armas de fuego, y comandado por Sir William Cornwallis).
Entre los años 1814 y 1816 sirvió brevemente como capitán en muchos barcos de 5.º rango, y el 21 de febrero de 1816, fue nombrado capitán del buque Severn, de 4.º rango con 50 armas de fuego, con el que participó en el bombardeo de Argel.
En septiembre de 1817, fue nombrado capitán del Andromache, bajo el mando del capitán William Shirreff. Durante este período de servicio fue enviado al nuevo Escuadrón del Pacífico de la Marina Real, en la costa de Valparaíso, en Chile.
Los republicanos chilenos luchaban por la independencia de España, pero Valparaíso se había descuidado durante la época colonial y era una plaza poco atractiva. Sin embargo, si no hubiera sido por este cometido, Bransfield nunca se habría hecho famoso.

## Antártida

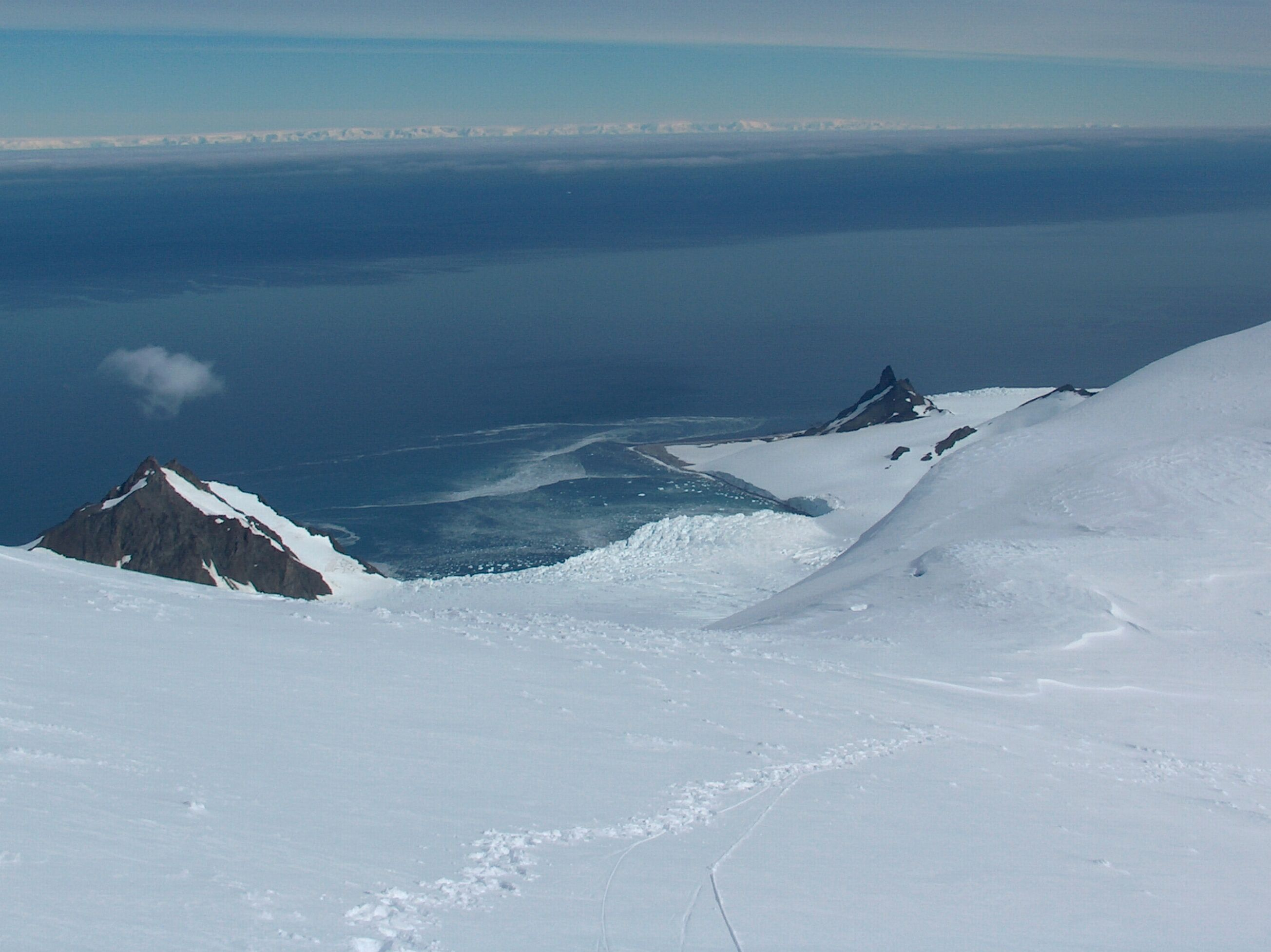
Estrecho de Bransfield en las montañas Tangra, en isla Livingston. Al fondo, la península Antártica.

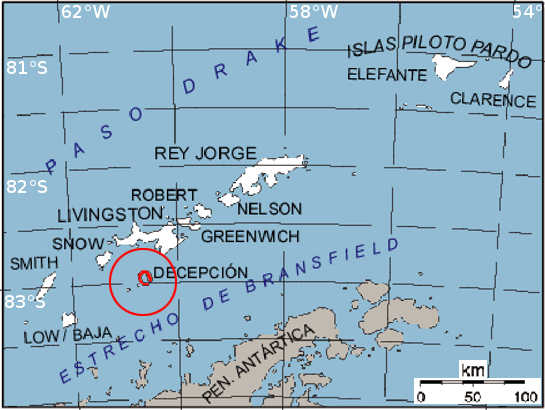
La región del estrecho de Bransfield, que Bransfield cartografió por vez primera.

En 1773 James Cook navegó más allá del círculo polar antártico —que observó con orgullo en su diario que era «sin duda el primero que ha cruzado la línea» («undoubtedly the first that ever crossed that line»)—. Al año siguiente, circunnavegó la Antártida por completo y llegó a una latitud de 71°10 'S, antes de ser rechazado por el hielo. Era la persona que más al sur se había internado.
Aunque no pudo ver la Antártica, Cook disipó de una vez por todas la idea fantástica de un continente con suelo fértil y poblado que rodeaba el polo. No es de extrañar que luego el Almirantazgo Británico perdiera todo el interés en la Antártida y centrara su atención en su lugar en la búsqueda permanente del Paso del Noroeste. Casi pasó medio siglo antes de que nadie viajara más al sur que Cook.
Luego, durante 1819, mientras rodeaba el cabo de Hornos, William Smith, el propietario y capitán del Williams, un buque mercante inglés, fue impulsado por los vientos adversos al sur y redescubrió lo que se conoce como las islas Shetland del Sur (las islas habían sido ya descubiertas por Gabriel de Castilla en marzo de 1603), además de varias colonias de focas. Las noticias corrieron pronto por los puertos del sur de Argentina y Chile, y muchos cazadores de mamíferos marinos partieron para aventurarse en estas aguas, incluido el marino estadounidense Nathaniel Palmer. Cuando la noticia de su descubrimiento llegó a Valparaíso, el capitán Shirreff decidió que el asunto justificaba una mayor investigación. Decidió realizar un flete del Williams y Shirreff asignó a Bransfield, dos cadetes y el cirujano de la nave HMS Slaney para ser enviados a estudiar las islas descubiertas. Smith permaneció a bordo, en calidad de piloto de Bransfield. La misión de este último era saber si estas islas eran parte de un continente o unas islas aisladas. También debía cartografiar los puertos y zonas de anclaje, la recolección de especímenes de flora y fauna y realizar investigaciones meteorológicas y magnéticas.
Después de un viaje breve y sin incidentes en el océano Austral, Bransfield y Smith llegaron a las islas Shetland del Sur. Vieron la isla Livingston el 16 de enero de 1820 y Bransfield desembarcó en la isla Rey Jorge, y tomó posesión formal en nombre del George III (que había muerto el día anterior, el 29 de enero de 1820), antes de emprender rumbo suroeste pasada la isla Decepción, sin reconocerla ni cartografiarla. Virando al sur, pasó lo que ahora es conocido como el estrecho de Bransfield (que fue nombrado en su honor por James Weddell en 1822), y el 30 de enero de 1820 avistaron la península Trinidad, el punto más septentrional de la península Antártica. «Tal fue el descubrimiento de la Antártida» («Such was the discovery of Antarctica»), escribe el escritor inglés Roland Huntford. Un hecho que Bransfield no conocía era que dos días antes, el 28 de enero de 1820, el explorador ruso Fabian Gottlieb von Bellingshausen informó del avistamiento de una costa helada en un punto que ahora se sabe que era la Antártida oriental. Con base en esta observación, se ha formulada una reclamación en nombre de Bellingshausen, al que se le atribuye el descubrimiento del continente. Sin embargo, el diario de Bellingshausen (dos volúmenes traducidos al inglés por Frank Debenham OBE MA, Director del Instituto Scott de Investigación Polar, Cambridge) recoge ese día la observación de «montañas de hielo» (lo que sugiere icebergs) y no mención que podría ser tierra. No realizó ningún mapa de la tierra y el mapa de Bransfield, reproducido por el Departamento Hidrográfico del Almirantazgo en 1822, sigue siendo el primer mapa realizado. El estadounidense Nathaniel Palmer, a la búsqueda de sitios para la caza de focas, descubrió en el mismo año, en noviembre, la península.
Bransfield continuó sus exploraciones hasta mediados de marzo de 1820, descubriendo las islas Gibbs, O'Brien, Elefante, Seal y Clarence. También fue el primer marino en navegar en el mar de Weddell.
Bransfield hizo una nota en su diario de dos «altas montañas cubiertas de nieve» («high mountains, covered with snow»), una de las cuales fue posteriormente bautizada por el explorador francés Dumont D'Urville (1790-1842), en su honor, monte de Bransfield. A diferencia de Bellingshausen, Bransfield descubrió formaciones geológicas inequívocas que no podían confundirse con hielo.
Después de haber cartografiado un segmento de la península de Trinidad, Bransfield siguió después el borde de la capa de hielo en dirección noroeste y descubrió diversos puntas de la isla Elefante y la isla Clarence, que también reclamó formalmente para la Corona británica. No navegó alrededor de la isla Elefante, y no le dio nombre (su nombre viene de los elefantes marinos), aunque cartografió la Isla Clarence completamente.
Cuando Bransfield llegó finalmente de regreso a Valparaíso dio sus cartas y el diario al capitán Shirreff que los entregó al Almirantazgo. Los mapas originales están todavía en posesión del Departamento de Hidrografía en Taunton, Somerset, pero el diario de Bransfield se ha perdido. El Almirantazgo, al parecer, todavía estaba más interesado en la búsqueda del Paso del Noroeste. Sin embargo, dos narraciones privadas del viaje histórico de Bransfield fueron publicadas en 1821.
Durante los últimos años el diario de uno de los guardias marinas, Charles Poynter, fue descubierto en Nueva Zelanda y su narración ha sido publicada por la Sociedad Hakluyt, editada por Richard Campbell, RN.

## Últimos años
El resto de la vida de Edward Bransfield fue oscura. Murió en 1852, a los sesenta y siete años y fue enterrado en Brighton, Inglaterra. Su esposa le sobrevivió y fue enterrada en la misma tumba en 1863.

## Legado y honores
La isla Bransfield, el estrecho de Bransfield, Bransfield Trough, Bransfield Rocks y el monte Bransfield fueron nombrados en su honor.
Durante el año 2000, el Royal Mail emitió un sello conmemorativo en su honor, pero como no se podía encontrar ninguna imagen suya, el sello representaba en su lugar al RRS Bransfield, un buque de prospección antártica que lleva su nombre.
En 1999, la tumba de Edward Bransfield, que estaba en un estado de deterioro en un cementerio de Brighton, fue renovada (financiada por donaciones de caridad) por Sheila Bransfield, que aspira a ser la biógrafa oficial de Edward Bransfield. En 2002 Sheila completó una tesis de maestría sobre su papel en el descubrimiento de la Antártida en el Instituto Marítimo de Greenwich. El evento estuvo marcado por una ceremonia a la que asistieron numerosos dignatarios.